# Henri Brunner (Komponist)

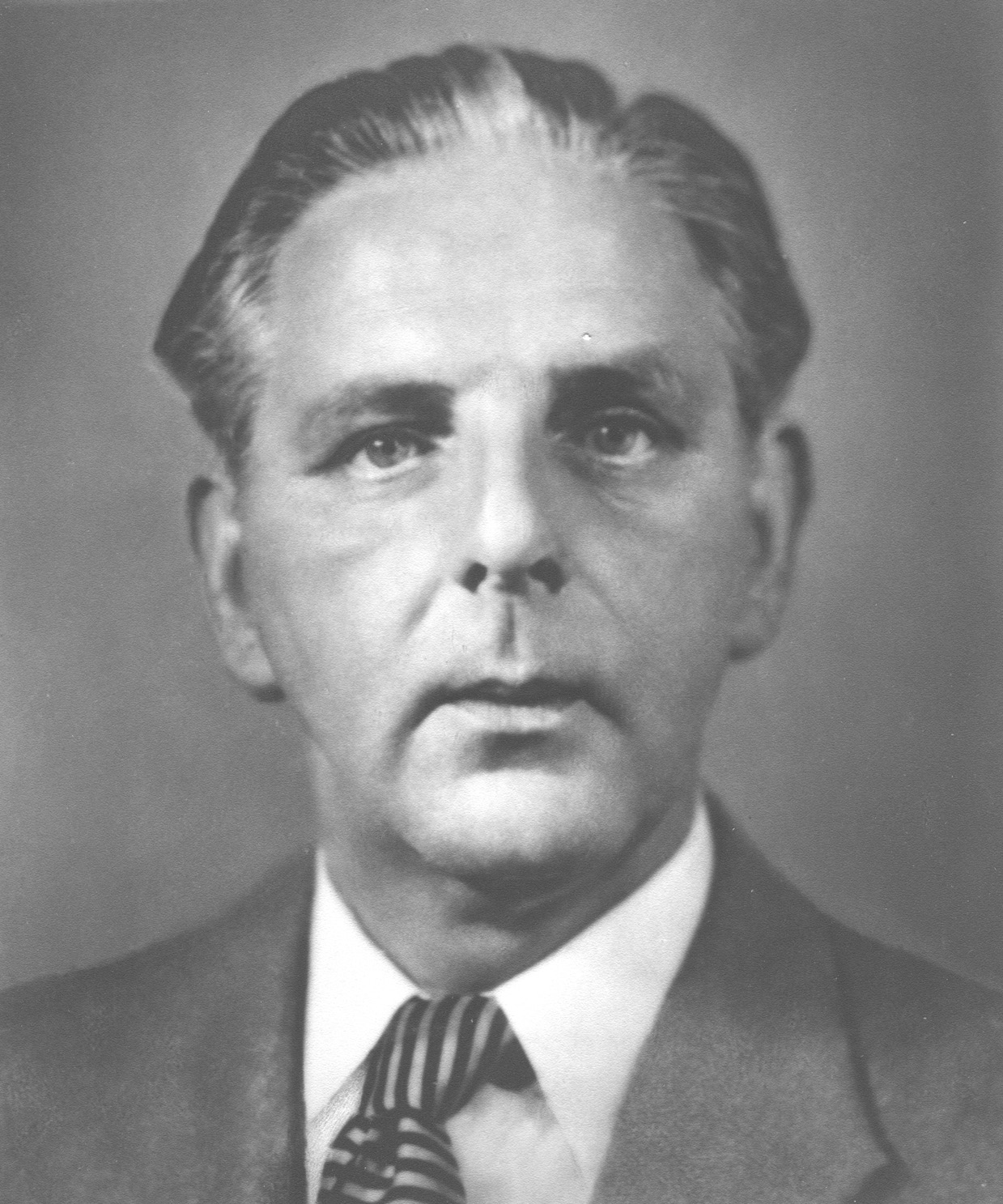
Henri Brunner, Komponist

Henri Brunner (* 20. Januar 1897 in Basel; † 27. September 1956 ebenda) war ein Schweizer Komponist, Organist und Dirigent. Als sein Hauptwerk schuf er die 1937 uraufgeführte Mariastein-Messe.

## Biografie

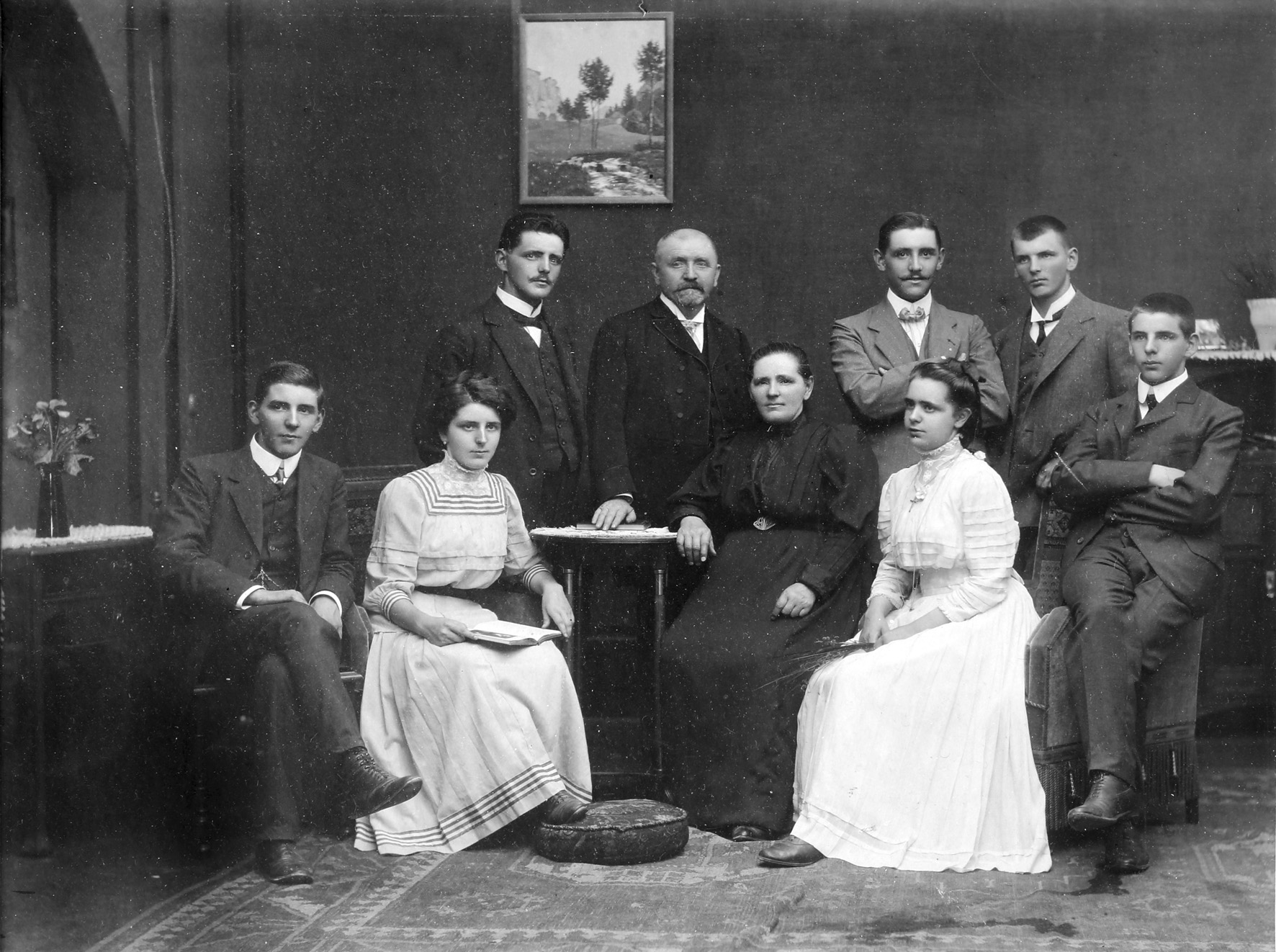
Die Familie Brunner um 1915. Ganz links Heinrich Brunner, siebtes und jüngstes Kind.

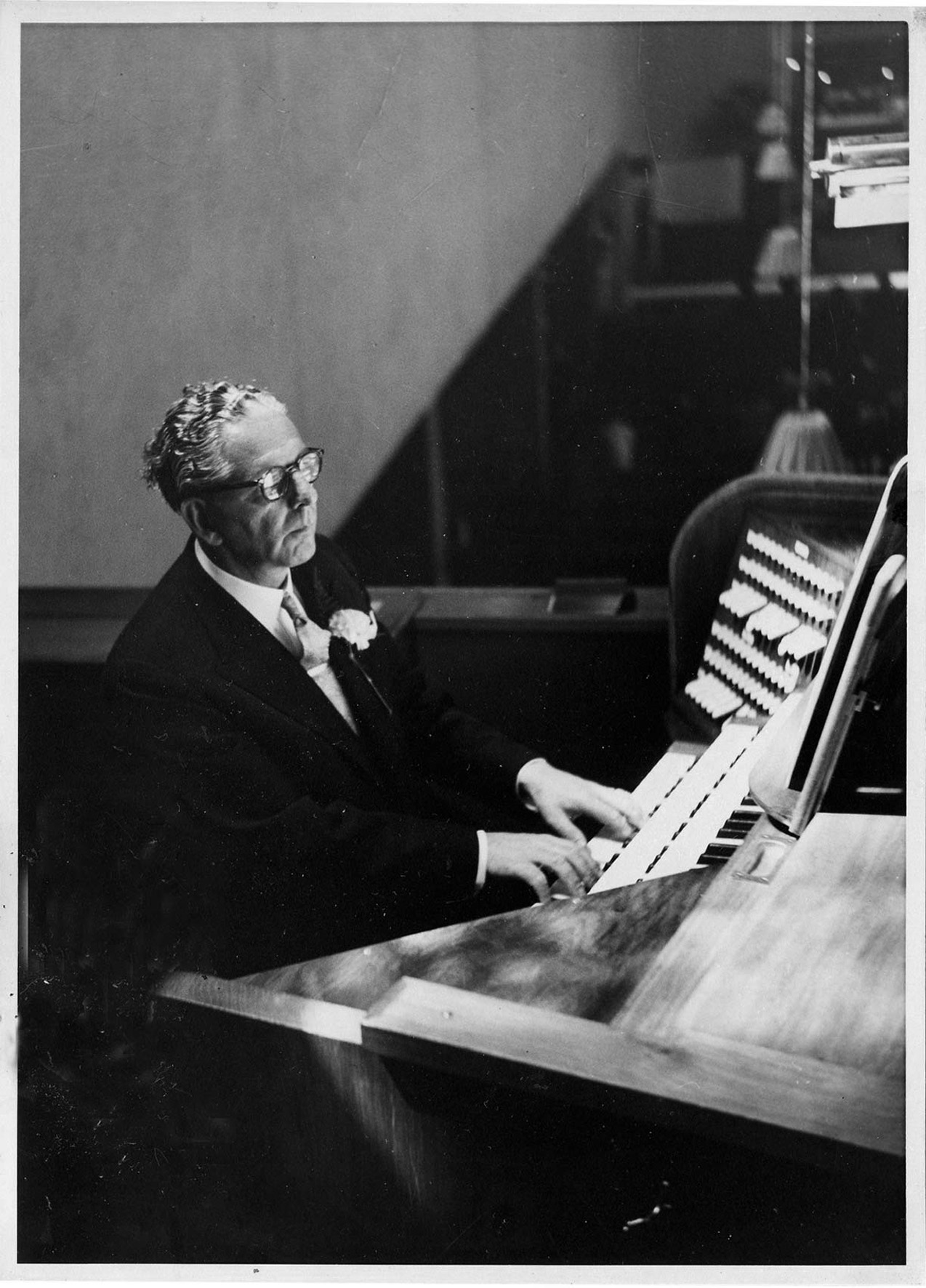
Henri Brunner an der von den Gebrüdern Späth erbauten Orgel in der Heiliggeistkirche

Brunner wurde am 20. Januar 1897 als siebtes Kind seiner Familie in Basel geboren, Vater Josef war Lehrer an der École Française. Nach den Schulen in Basel und der Weiterbildung am Kollegium Schwyz erteilte er in Kombination mit Orgelaufträgen Musikunterricht am Collegium Fribourg, Gymnasium Sarnen und Kollegium Brig. Am 1. Mai 1935 trat Brunner die Kirchenmusikstelle an der Heiliggeistkirche Basel an. Einblicke in die Jahresberichte des Kirchenchors Heiliggeist zeugen von einem reichen Musikleben zu seiner Zeit. Unter ihm sang der Kirchenchor zum Beispiel 1938 vierzig mehrstimmige Messen und 1940 in 68 Gottesdiensten. Auf der Empore der Heiliggeistkirche fand Brunner eine romantisch pneumatische Orgel vor, erbaut von den Gebrüdern Späth aus Rapperswil.
Brunner war mit Rosa Brunner-Pauli verheiratet, mit der er die sechs Kinder Leo, Gregor, Anton, Niklaus, Rosmarie und Esther hatte. Nachdem seine Frau 1944 verstorben war, heiratete Brunner noch im selben Jahr Claire Brêchet.
1951 kam es zu einem Dirigententausch der Kirchenchöre Heiliggeist und Don-Bosco-Kirche, von Henri Brunner zu Bernard Homola. Im «Gundeli»-Quartier hatte Brunner erfolgreich den grossen Chor und ein eigenes Orchester geführt, aber auch im Breite-Quartier bemerkten die Kirchgänger bald sein hervorragendes Orgelspiel. Einer der letzten grossen Auftritte war die Orgelweihe in Don Bosco am 7. Dezember 1952.
Bald darauf verschlechterte sich sein Gesundheitszustand. Bevor er ins Claraspital zur Gallenoperation einrückte, meinte er gegenüber einem befreundeten Priester, er komme nicht mehr zurück – und verbrannte fast alle seine Werke. Brunner starb am 27. September 1956. Im Pfarrblatt vom 5. Oktober 1956 schrieb Josef Engeler, Pfarrer zu Don Bosco: «Eine schleichende Krankheit war am Werk. Nach längerem Urlaub glaubte Herr Brunner, die frühere Tätigkeit wieder aufzunehmen. Er musste sich aber förmlich dazu zwingen. Die Freude an der Musik war geschwächt.»

## Werkverzeichnis
Als Folge der weitgehenden Werksverbrennung bleibt die Werkübersicht höchst unvollständig.
- 1931: Improperium, Offertorium für den Palmsonntag, vierstimmiger Männerchor – Sehnsucht nach der Heimat, gemischter Chor
- 1935: Laudate Dominum, Offertorium, Karfreitagsmotette, vierstimmiger Männerchor – Z’Basel an mym Rhy, Chorsatz für vierstimmigen gemischten Chor – Weihnachtslied, vierstimmiger gemischter Chor
- 1936: Friede sende deinen Toten, Wechselgesänge zum Christkönigsfest
- 1937: Marienlied, vierstimmiger gemischter Chor – Mariastein-Messe, Orchester, Orgel, Solisten SATB, Gemischter Chor
- 1940: Stetit Angelus, Offertorium, vierstimmiger gemischter Chor
- 1947: E Rägenacht, vierstimmiger gemischter Chor
- 1949: Patimur semper, vierstimmiger gemischter Chor

## Die «Mariastein-Messe»

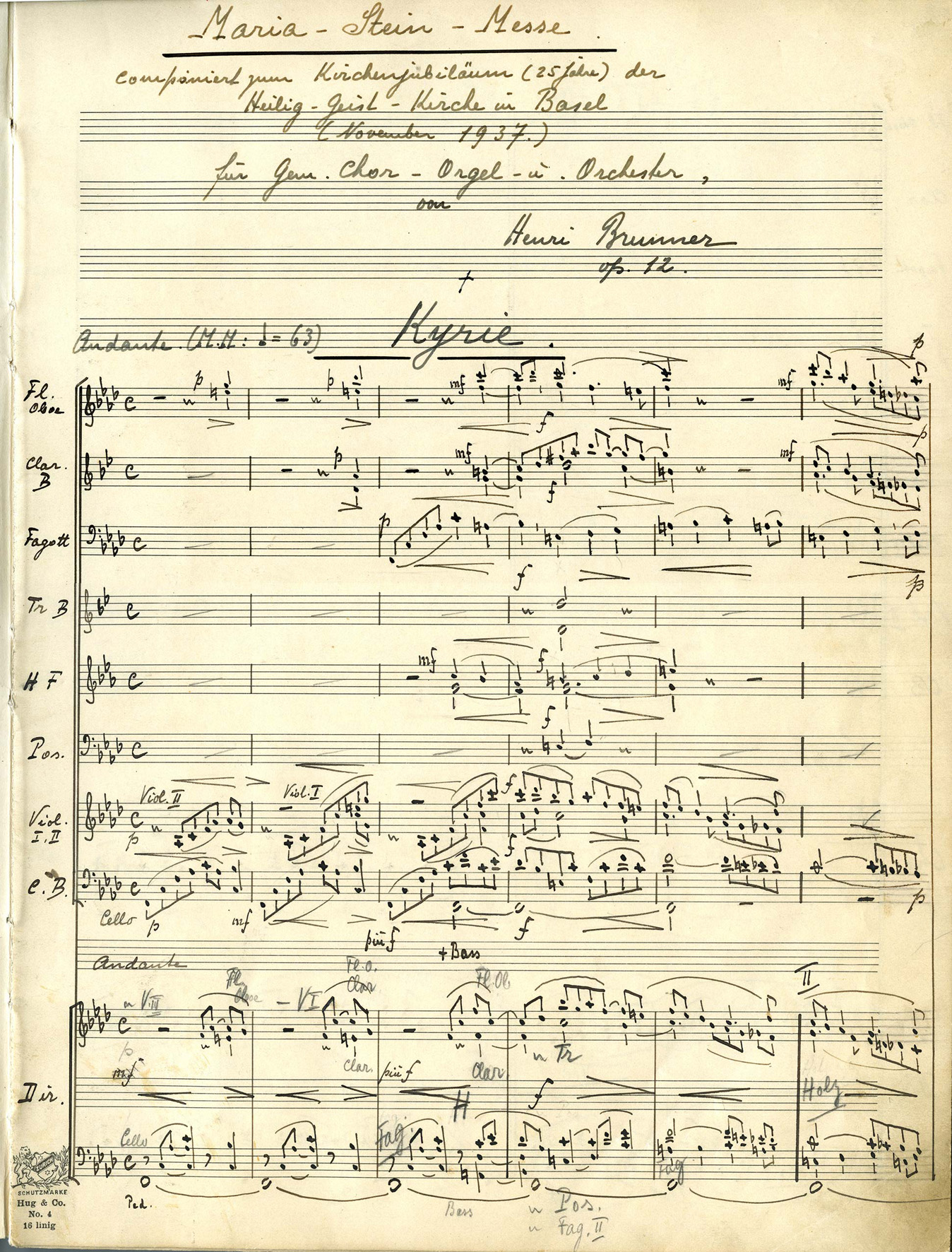
Titelbild des Autographs der Mariastein-Messe

Zweieinhalb Jahre nach seiner Rückkehr nach Basel wurde seine erste Orchestermesse am Sonntag, 21. November 1937, uraufgeführt. Anlass dazu war das 25-Jahr-Jubiläum der Heiliggeistkirche Basel. Komponiert hatte er die Messe hauptsächlich in Mariastein (Kanton Solothurn). Die Messe oder Teile davon wurden wiederholt in Mariastein, in der Heiliggeistkirche, in festlichen Gottesdiensten, an eigens anberaumten Konzerten und an den alljährlich stattfindenden Caecilienfeiern aufgeführt.

## Veröffentlichungen
Zur Wiederaufführung der Mariastein-Messe am 9. November 2014 erschien die Denkschrift Henri Brunner und die Mariastein-Messe (Autor Urs Berger, 28 S., illustriert) mit einer Biografie sowie Quellenmaterial aus der Zeit der Uraufführung.

## Noten
Anlässlich der Wiederaufführung der Mariastein-Messe am 9. November 2014 transkribierte und edierte der Studienchor Leimental unter der Leitung von Sebastian Goll das bisher unveröffentlichte Autograph.